# Diocesi di Pistoia

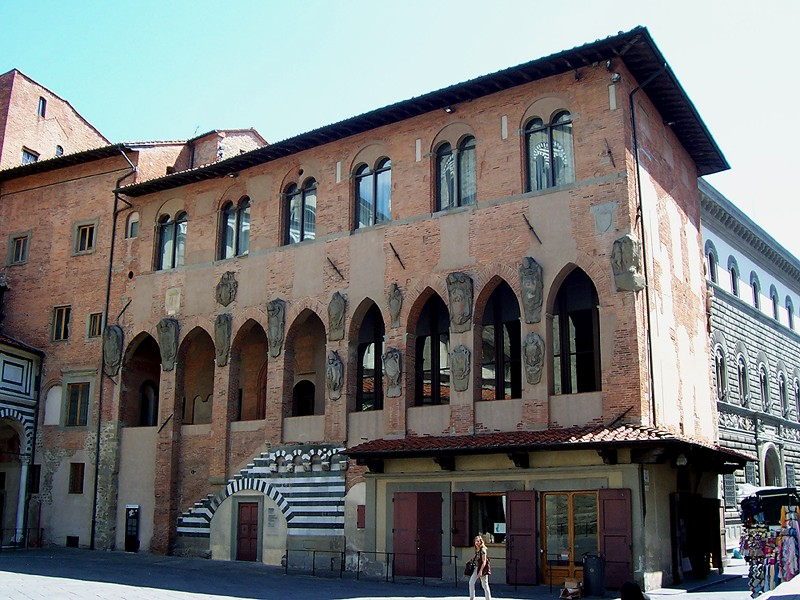
Il palazzo vescovile di Pistoia.

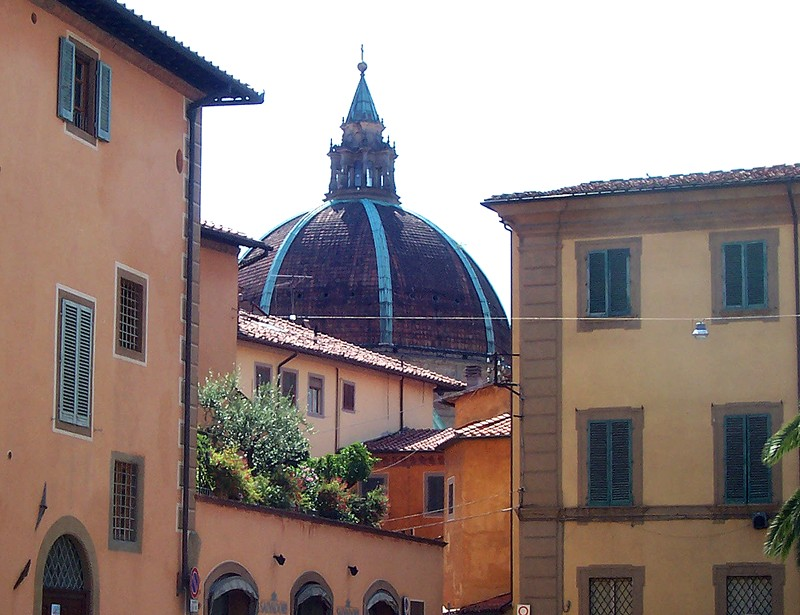
La cupola della basilica della Madonna dell'Umiltà a Pistoia.

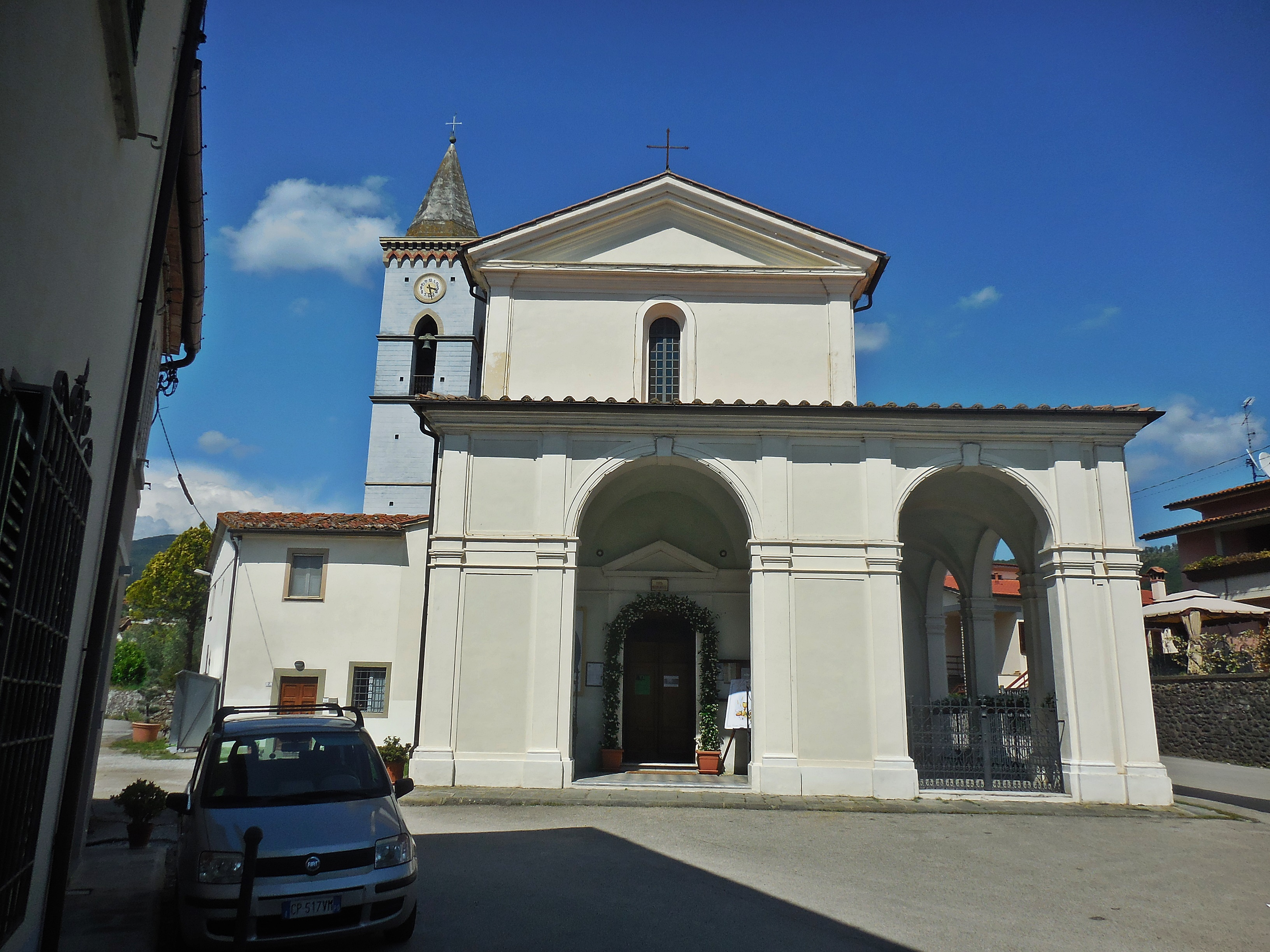
Il santuario della Madonna di Valdibrana.

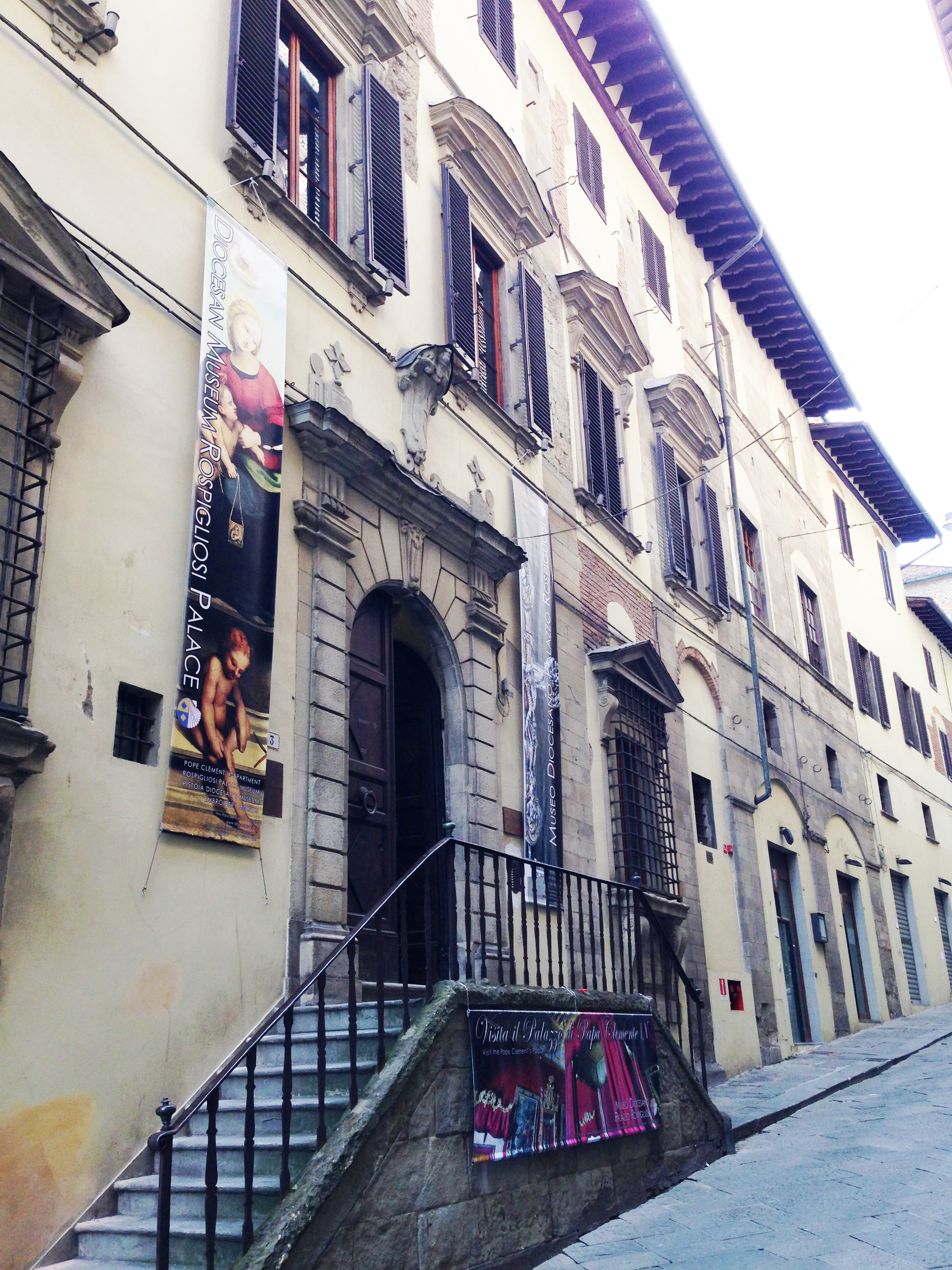
Palazzo Rospigliosi di Pistoia, sede del museo diocesano.

La diocesi di Pistoia (in latino Dioecesis Pistoriensis) è una sede della Chiesa cattolica in Italia suffraganea dell'arcidiocesi di Firenze appartenente alla regione ecclesiastica Toscana. Nel 2023 contava 203.900 battezzati su 208.108 abitanti. È retta dal vescovo Fausto Tardelli.

## Territorio
La diocesi comprende 15 comuni della Toscana settentrionale, estesi su tre province diverse:
- in provincia di Pistoia i comuni di Abetone Cutigliano, Agliana, Lamporecchio, Marliana, Montale, Pistoia, Quarrata, Sambuca Pistoiese, San Marcello Piteglio e Serravalle Pistoiese;
- in provincia di Prato i comuni di Poggio a Caiano, Carmignano e Montemurlo;
- in provincia di Firenze il comune di Capraia e Limite e la maggior parte di quello di Vinci[1].

In base a un accordo tra i vescovi di Pistoia e di Prato, dal 1990 la cura pastorale della parrocchia di Fossato nel comune di Cantagallo, pur facendo parte della sede pratese, è concessa ai vescovi pistoiesi.
Sede vescovile è la città di Pistoia, dove si trova la cattedrale di San Zeno. Particolare menzione meritano tre santuari mariani in territorio pistoiese: il santuario e basilica minore della Madonna dell'Umiltà, il santuario della Madonna di Valdibrana e il santuario di Santa Maria delle Grazie, noto come Madonna del Letto.

### Vicariati e parrocchie
Il territorio si estende su 821 km² ed è suddiviso in 160 parrocchie, raggruppate in 9 vicariati: Città di Pistoia, Quarrata, Poggio a Caiano-Carmignano, Montale-Agliana-Montemurlo, Ombrone Limentra, Bottegone, Vincio, Montalbano occidentale, Reno-e-Montagna.

## Storia
Secondo la tradizione, destituita di ogni fondamento storico, l'evangelizzazione del territorio pistoiese fu dovuta all'iniziativa di san Pietro, che inviò in Toscana san Romolo, protovescovo, che fu poi incluso nelle cronotassi pistoiesi, come pure in quelle delle chiese di Fiesole e di Volterra. Recenti scoperte archeologiche permettono di datare una sicura presenza cristiana a Pistoia nel Tardo impero romano.
Il primo documento storico che parla di un vescovo pistoiese, benché anonimo, è una lettera di papa Gelasio I del 492/496, dove assieme ad altri vescovi, viene qualificato come «aetate vel honore longaevus». In una lettera di papa Pelagio I del 557 vengono riportati i nomi di 7 vescovi della Tuscia Annonaria, ma senza l'indicazione delle rispettive sedi di appartenenza; alcuni autori ritengono che tra Massimiliano, Geronzio, Terenzio e Vitale vi sia probabilmente anche il vescovo di Pistoia; tuttavia «questa posizione è ritenuta da molti non sufficientemente provata».
Fino alla fine del VII secolo non si hanno più menzioni documentarie della sede pistoiese. Gli storici locali hanno cercato di colmare la lacuna «con una serie di nomi di vescovi più o meno immaginari, … tutti nomi fittizi, dei quali nessun documento rimane che possa in qualche modo suffragarne la reale esistenza». Il silenzio delle fonti, dalla metà del VI secolo fino agli inizi dell'VIII, l'assenza dei vescovi pistoiesi ai concili romani del 649 e del 680, dove invece furono presenti molti vescovi della Tuscia, hanno portato alcuni studiosi (Chiappelli) ad ipotizzare una momentanea soppressione della diocesi e la sua incorporazione in quella vicina di Lucca. Ed è proprio al vescovo di questa città che Giovanni, nel 700, chiede la conferma della sua elezione. Giovanni è anche il primo vescovo di Pistoia di cui si conosca con certezza il nome.
La serie dei vescovi sicuri di Pistoia riprende con Guillerado all'inizio del IX secolo, documentato dall'806 all'812. Secondo lo storico diocesano Sabatino Ferrali, i vescovi che le cronotassi locali riportano per il secolo VIII sono fittizi, anche questi inseriti per colmare il vuoto tra Giovanni I e Guillerado.
Nel corso del Medioevo il vescovo di Pistoia ebbe un rilevante ruolo politico nel governo della città, che si concretizzò nell'XI secolo con una signoria di fatto. Con la nascita e l'affermarsi dell'autonomia comunale, e la redazione dei primi statuti cittadini, il potere dei vescovi entrò in crisi, fino a scomparire del tutto con la seconda metà del XII secolo. Il maggior momento di contrasto tra vescovi e autorità cittadine si ebbe nel 1137, «quando i consoli trafugarono il tesoro della cattedrale e occuparono il campanile, usandolo come torre civica». Con la mediazione del vescovo sant'Atto, si arrivò ad appianare la crisi nel 1145.
Tra XII e XIII secolo il territorio diocesano fu organizzato in pievi e parrocchie, assumendo quell'assetto che si mantenne fino alle riforme di Scipione de' Ricci sul finire del Settecento. Il libro delle decime del 1274 documenta la suddivisione del territorio diocesano in 35 pievi e 182 parrocchie.
Il 10 maggio 1419, in concomitanza con la formazione dello stato territoriale fiorentino, la diocesi divenne suffraganea dell'arcidiocesi di Firenze, perdendo così la sua secolare immediata soggezione alla Santa Sede.
Fin dal XII secolo erano iniziati i contenziosi tra la sede vescovile e la pieve di Santo Stefano di Prato; con la bolla Etsi cunctae del 5 settembre 1463, papa Pio II eresse la pieve in prepositura nullius dioecesis immediatamente soggetta alla Santa Sede e dunque completamente indipendente dalla giurisdizione dei vescovi pistoiesi.
Nel 1471 il vescovo Donato de' Medici istituì il monte di pietà.
Solo tardivamente in diocesi si applicarono i decreti di riforma decisi dal concilio di Trento. Tra i maggiori fautori dell'aggiornamento tridentino si deve segnalare il vescovo Alessandro del Caccia, che governò la sede pistoiese dal 1600 al 1649. Il seminario diocesano fu istituito solo nel 1693 con il vescovo Leone Strozzi nell'ex convento agostiniano delle Tolentine, traslocato in piazza San Leone nei primi decenni del Settecento, e definitivamente trasferito nei locali dell'ex convento francescano di Santa Chiara nel 1783.
Il 22 settembre 1653 con la bolla Redemptoris nostri di papa Innocenzo X fu eretta la diocesi di Prato, con territorio scorporato dalla diocesi di Pistoia, a cui Prato fu contestualmente unita aeque principaliter.
La diocesi subì un'ulteriore lieve modifica territoriale verso la fine del Settecento. Infatti «nel 1784, grazie alla politica di Pietro Leopoldo, le furono aggregate le chiese parrocchiali della Sambuca, di Treppio, di Torri, di Pàvana, di Frassignoni, di San Pellegrino del Cassero e di Fossato, scorporate dalla diocesi di Bologna.»
Il 19 settembre 1786 venne inaugurato dal vescovo Scipione de' Ricci l'importante sinodo pistoiese, che si concluse il 28 settembre. In questo sinodo il vescovo promosse riforme di stampo giansenista nella liturgia, nell'istruzione, nella disciplina del clero, nella dottrina e giunse a proibire il culto al Sacro Cuore di Gesù. Il sinodo gettò la diocesi nella confusione, al punto da minacciare uno scisma in tutta la Toscana. Nel 1790, durante l'assenza del vescovo, i capitoli di Pistoia e di Prato ricusarono i decreti del sinodo. Dopo un esame di sei anni, la bolla Auctorem Fidei di papa Pio VI condannò 85 tesi approvate dal sinodo, bollandone 7 come eretiche e altre come «scismatiche, erronee, sovversive della gerarchia ecclesiastica, false, temerarie, capricciose, ingiuriose alla Chiesa e alla sua autorità, conducenti al disprezzo de' sacramenti e delle pratiche di santa Chiesa, offensive alla pietà dei fedeli, che turbavano l'ordine delle diverse chiese, il ministero ecclesiastico, la quiete delle anime; che si opponevano ai decreti Tridentini, offendevano la venerazione dovuta alla Madre di Dio, i diritti de' Concilii generali». Successivamente alla condanna, il vescovo Ricci, che già nel 1791 aveva rinunciato alla diocesi, ritrattò le sue tesi e si sottomise all'autorità del papa.
Gli effetti del sinodo di Scipione de' Ricci si fecero sentire per tutto l'Ottocento, durante il quale i vescovi si preoccuparono di ribadire la condanna del sinodo del 1786 e la fedeltà della Chiesa e dei fedeli pistoiesi alla Chiesa cattolica. Tra questi, occorre ricordare il vescovo Enrico Bindi che durante il concilio Vaticano I intervenne per chiedere «che non si usasse più il termine "pistorienses" come sinonimo di giansenisti», e che si adoperò per riconsacrare la città al Sacro Cuore di Gesù, iniziativa che venne ripetuta dal vescovo Gabriele Vettori nel 1917.
Nel 1916, in forza del decreto Ex officio divinitus della Congregazione Concistoriale, la diocesi di Pistoia cedette 27 parrocchie per l'ingrandimento della diocesi di Prato.
Il 25 gennaio 1954 papa Pio XII separò la diocesi di Prato dalla diocesi di Pistoia con la bolla Clerus populusque.
Nel 1975 Pistoia cedette altre 12 parrocchie nei comuni di Cantagallo e di Vernio a favore dell'ingrandimento della diocesi pratese.
Il museo diocesano venne istituito nel 1968 in alcuni ambienti del palazzo vescovile; nel 1997 ha trovato la sua sede definitiva nel palazzo Rospigliosi.
Dal 14 ottobre 2023 è unita in persona episcopi alla diocesi di Pescia.

## Cronotassi dei vescovi
Si omettono i periodi di sede vacante non superiori ai 2 anni o non storicamente accertati.

### Vescovi di Pistoia
- San Romolo †
- Anonimo † (menzionato nel 492/496)
- Anonimo ? † (menzionato nel 557)[10]
- Giovanni I † (700 eletto - dopo il 716)[11]
- Guillerado † (prima dell'806 - dopo l'812)[12]
- Lamprando † (menzionato nell'826)[13]
- Gausprando † (menzionato nell'844)[14]
- Oschisio † (prima dell'850 ?[15] - dopo l'877)[16]
- Asterio † (menzionato nel 901)[17]
- Guido I ? † (prima del 916 - circa 937 deceduto)[18]
- Uberto † (epoca incerta tra il 930 e il 950)[19]
- Raimbaldo † (prima del 940 - dopo il 941)[20]
- Giovanni II † (prima del 951 - dopo agosto 982)[21]
- Antonino † (prima di maggio 985 - dopo gennaio 1011)[21]
- Guido II † (menzionato a maggio 1012)[21]
- Restaldo † (prima del 1018 - dopo gennaio 1023)[21]
- Guido III † (prima di aprile 1024 - dopo il 27 giugno 1042)[21]
- Martino † (prima del 6 agosto 1042 ?[22] - dopo il 1057)[21]
- Leone † (prima di maggio 1065 - dopo aprile 1085)[21]
- Pietro Guidi, O.S.B.Vall. † (prima di giugno 1086 - 14 agosto 1104 deceduto)[21]
- Ildebrando Guidi, O.S.B.Vall. † (prima di agosto 1105[23] - dopo settembre 1131 deceduto)[21]
- Sant'Atto, O.S.B.Vall. † (prima di dicembre 1133 - 22 maggio 1153 deceduto)[24]
- Tracia † (prima di febbraio 1154[25] - dopo gennaio 1175[26])
- Rinaldo † (prima di aprile 1178 - 5 gennaio circa 1187 deceduto)[27]
- Buono † (prima del 15 febbraio[27] 1187 - 28 gennaio 1208 deceduto)
- Soffredo Soffredi I † (19 novembre 1208 - 14 dicembre 1210 deceduto)
- Soffredo Soffredi II † (circa 1211 - dopo marzo 1221 dimesso)[28]
- Tommaso † (1222 - circa 1222 deceduto)
- Graziano Berlinghieri † (prima del 7 aprile 1223 - 7 gennaio 1250 deceduto)
- Guidaloste Vergiolesi † (20 giugno 1252 - 21 febbraio 1286 deceduto)
- Tommaso Andrei † (9 giugno 1286 - 29 luglio 1303 deceduto)
- Bartolòmino Giuntoncini Sigisbuldi † (2 novembre 1303 - 4 dicembre 1307 nominato vescovo di Foligno)
- Ermanno degli Anastasi † (4 dicembre 1307 - 15 agosto 1321 deceduto)
- Baronto Ricciardi † (19 febbraio 1322 - 1348 deceduto)

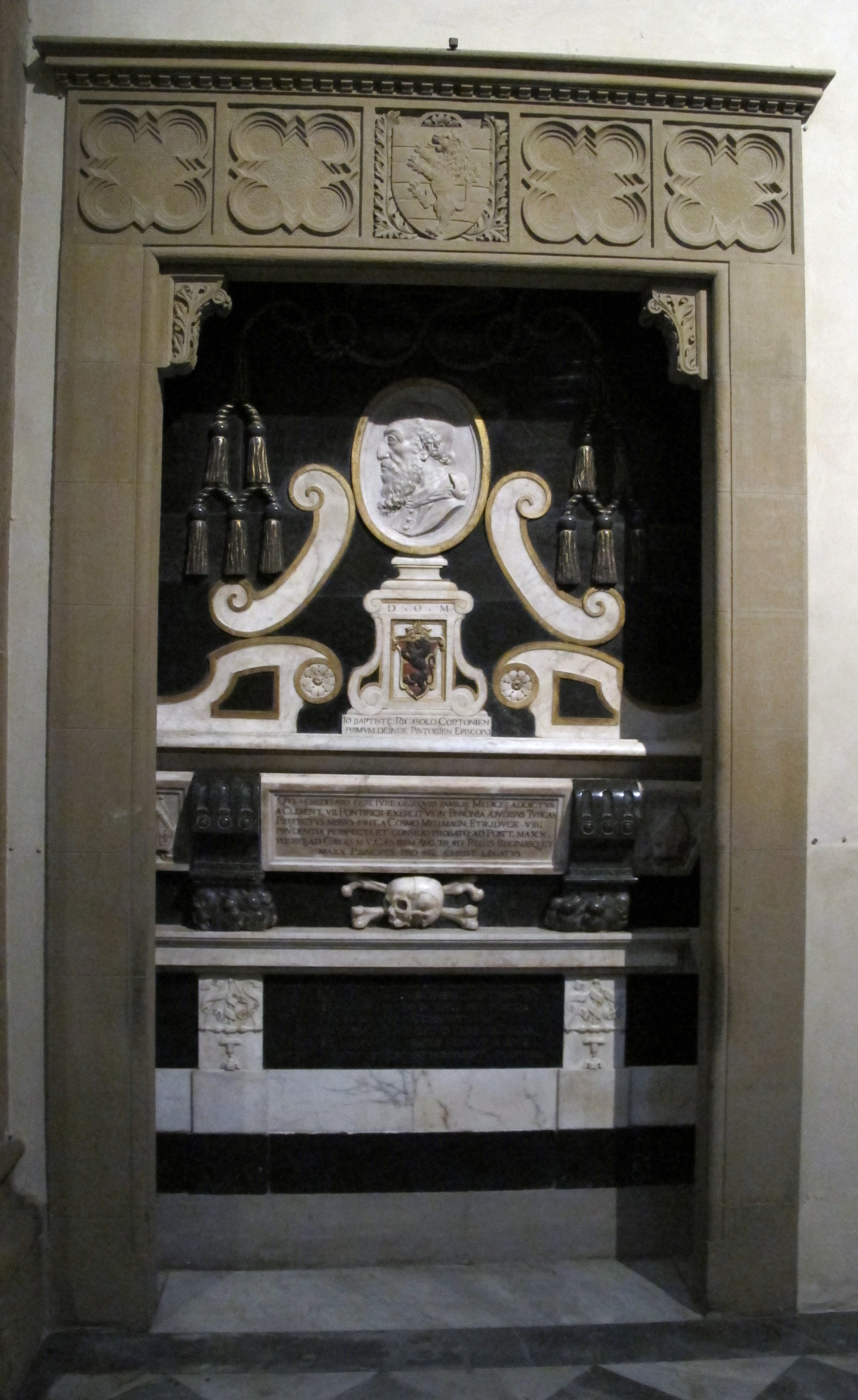
Tomba di Giovambattista Ricasoli, vescovo dal 1560 al 1572, nella basilica di Santa Maria Novella a Firenze

- Andrea Ciantori † (21 ottobre 1349 - 19 settembre 1356 deceduto)
- Remigio, O.S.A. † (26 aprile 1357 - 1370 dimesso)
- Giovanni Vivenzi, O.S.A. † (5 luglio 1370 - 1381 nominato vescovo di Cervia)
- Beato Andrea Franchi, O.P. † (1381 - 1400 dimesso)
- Matteo Diamanti † (11 marzo 1400 - 12 dicembre 1425 deceduto)
- Ubertino Albizi, O.P. † (15 maggio 1426 - 1434 deceduto)
- Donato de' Medici † (22 giugno 1436 - dicembre 1474 deceduto)
- Niccolò Pandolfini † (23 dicembre 1474 - 17 settembre 1518 deceduto)
- Lorenzo Pucci † (17 settembre 1518 succeduto - 5 novembre 1518 dimesso)
- Antonio Pucci † (5 novembre 1518 - 8 agosto 1541 dimesso)
- Roberto Pucci † (8 agosto 1541 - 7 dicembre 1546 nominato vescovo di Melfi e Rapolla)
- Francesco da Galliano † (16 gennaio 1547 - 10 dicembre 1559 deceduto)
- Giovambattista Ricasoli † (14 febbraio 1560 - 21 febbraio 1572 deceduto)
- Alessandro di Ottaviano de' Medici † (9 marzo 1573 - 15 gennaio 1574 nominato arcivescovo di Firenze, poi eletto papa con il nome di Leone XI)
- Ludovico Antinori † (15 gennaio 1574 - 2 dicembre 1575 nominato arcivescovo di Pisa)
- Lattanzio Lattanzi † (2 dicembre 1575 - 11 dicembre 1587 deceduto)
- Ottavio Abbiosi † (11 dicembre 1587 succeduto - aprile 1599 dimesso)
- Fulvio Passerini † (19 aprile 1599 - 11 dicembre 1599 deceduto)
- Alessandro del Caccia † (3 luglio 1600 - 4 settembre 1649 deceduto)
- Francesco Nerli † (14 febbraio 1650 - 16 dicembre 1652 nominato arcivescovo di Firenze)

### Vescovi di Pistoia e Prato

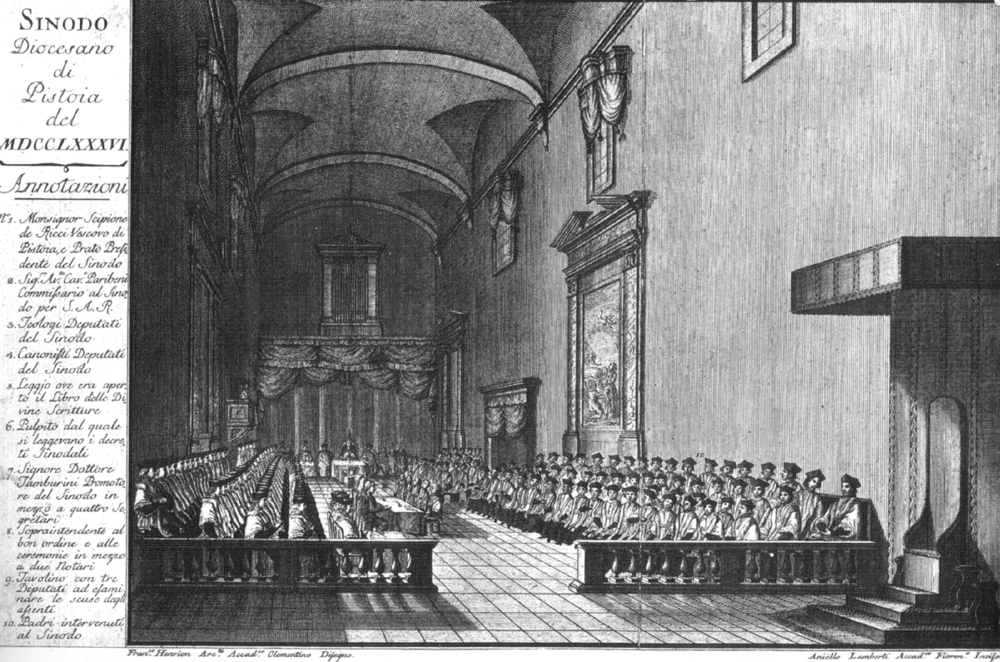
Incisione del 1786 - Rappresentazione del sinodo diocesano indetto dal vescovo Scipione de' Ricci.

- Giovanni Gerini † (22 settembre 1653 - 18 maggio 1656 deceduto)
- Francesco Rinuccini † (28 agosto 1656 - 11 marzo 1678 deceduto)
- Gherardo Gherardi † (10 aprile 1679 - 16 gennaio 1690 deceduto)
- Leone Strozzi, O.S.B.Vall. † (10 luglio 1690 - 21 giugno 1700 nominato arcivescovo di Firenze)
- Francesco Frosini † (24 gennaio 1701 - 2 ottobre 1702 nominato arcivescovo di Pisa)
- Carlo Visdomini Cortigiani † (15 gennaio 1703 - 13 ottobre 1713 deceduto)
- Colombino Bassi, O.S.B.Vall. † (6 maggio 1715 - 11 aprile 1732 deceduto)
- Federico Alamanni † (21 luglio 1732 - 30 novembre 1775 deceduto)
- Giuseppe Ippoliti † (15 aprile 1776 - 23 marzo 1780 deceduto)
- Scipione de' Ricci † (19 giugno 1780 - 10 giugno 1791 dimesso)
- Francesco Falchi Picchinesi † (19 dicembre 1791 - 10 febbraio 1803 deceduto)
- Francesco Toli † (28 marzo 1803 - 6 luglio 1833 deceduto)
- Angelo Maria Gilardoni † (23 giugno 1834 - 24 maggio 1835 deceduto)
  - Sede vacante (1835-1837)
- Giovanni Battista Rossi † (2 ottobre 1837 - 16 febbraio 1849 deceduto)
- Leone Niccolai, O.Cart. † (5 novembre 1849 - 13 luglio 1857 deceduto)
  - Sede vacante (1857-1867)
- Enrico Bindi † (27 marzo 1867 - 27 ottobre 1871 nominato arcivescovo di Siena)
- Niccolò Sozzifanti † (27 ottobre 1871 - 1º febbraio 1883 deceduto)
- Donato Velluti Zati di San Clemente † (15 marzo 1883 - 11 marzo 1885 dimesso[29])
- Marcello Mazzanti † (27 marzo 1885 - 18 agosto 1908 deceduto)
- Andrea Sarti † (29 aprile 1909 - 7 novembre 1915 deceduto)
- Gabriele Vettori † (6 dicembre 1915 - 6 febbraio 1932 nominato arcivescovo di Pisa)
- Giuseppe Debernardi † (13 marzo 1933 - 19 settembre 1953 deceduto)

### Vescovi di Pistoia
- Mario Longo Dorni † (24 aprile 1954 - 18 agosto 1985 deceduto)
- Simone Scatizzi † (27 maggio 1981 - 4 novembre 2006 ritirato)
- Mansueto Bianchi † (4 novembre 2006 - 5 aprile 2014 nominato assistente ecclesiastico generale dell'Azione Cattolica Italiana)
- Fausto Tardelli, dall'8 ottobre 2014

## Statistiche
La diocesi nel 2023 su una popolazione di 208.108 persone contava 203.900 battezzati, corrispondenti al 98,0% del totale.
| anno                       | popolazione | popolazione | popolazione | presbiteri | presbiteri | presbiteri | presbiteri                | diaconi | religiosi | religiosi | parrocchie |
| anno                       | battezzati  | totale      | %           | numero     | secolari   | regolari   | battezzati per presbitero | diaconi | uomini    | donne     | parrocchie |
| -------------------------- | ----------- | ----------- | ----------- | ---------- | ---------- | ---------- | ------------------------- | ------- | --------- | --------- | ---------- |
| diocesi di Pistoia e Prato |             |             |             |            |            |            |                           |         |           |           |            |
| 1949                       | 262.103     | 262.403     | 99,9        | 378        | 289        | 89         | 693                       |         | 95        | 791       | 217        |
| diocesi di Pistoia         |             |             |             |            |            |            |                           |         |           |           |            |
| 1970                       | 201.919     | 202.238     | 99,8        | 235        | 188        | 47         | 859                       |         | 67        | 549       | 172        |
| 1980                       | 204.221     | 204.965     | 99,6        | 193        | 157        | 36         | 1.058                     | 1       | 42        | 439       | 160        |
| 1990                       | 219.100     | 220.400     | 99,4        | 170        | 142        | 28         | 1.288                     | 4       | 30        | 349       | 158        |
| 1999                       | 212.885     | 213.685     | 99,6        | 173        | 141        | 32         | 1.230                     | 25      | 34        | 254       | 160        |
| 2000                       | 211.000     | 229.000     | 92,1        | 161        | 130        | 31         | 1.310                     | 24      | 33        | 275       | 160        |
| 2001                       | 215.000     | 236.111     | 91,1        | 160        | 131        | 29         | 1.343                     | 23      | 32        | 240       | 160        |
| 2002                       | 221.300     | 234.912     | 94,2        | 164        | 134        | 30         | 1.349                     | 23      | 32        | 227       | 160        |
| 2003                       | 207.861     | 220.861     | 94,1        | 165        | 135        | 30         | 1.259                     | 23      | 32        | 224       | 160        |
| 2004                       | 215.000     | 217.515     | 98,8        | 156        | 129        | 27         | 1.378                     | 23      | 27        | 227       | 161        |
| 2013                       | 219.300     | 228.600     | 95,9        | 119        | 97         | 22         | 1.842                     | 22      | 26        | 152       | 160        |
| 2016                       | 217.600     | 222.130     | 98,0        | 105        | 90         | 15         | 2.072                     | 19      | 17        | 143       | 160        |
| 2019                       | 210.900     | 215.230     | 98,0        | 105        | 95         | 10         | 2.008                     | 17      | 12        | 131       | 160        |
| 2021                       | 204.100     | 208.300     | 98,0        | 104        | 95         | 9          | 1.962                     | 16      | 9         | 111       | 160        |
| 2023                       | 203.900     | 208.108     | 98,0        | 96         | 90         | 6          | 2.123                     | 17      | 6         | 106       | 160        |